# Temporada 1970-71 de los Boston Celtics
La temporada 1970-71 fue la vigésimo quinta de los Boston Celtics en la NBA. La temporada regular acabó con 44 victorias y 38 derrotas, no logrando clasificarse para los playoffs por segunda temporada consecutiva.

## Elecciones en el Draft
| Ronda | Puesto | Jugador         | Posición        | Nacionalidad   | Universidad    |
| ----- | ------ | --------------- | --------------- | -------------- | -------------- |
| 1     | 4      | Dave Cowens     | Ala-Pívot/Pívot | Estados Unidos | Florida State  |
| 2     | 21     | Rex Morgan      | Escolta         | Estados Unidos | Jacksonville   |
| 3     | 38     | Willie Williams | Alero           | Estados Unidos | Florida State  |
| 7     | 106    | Charlie Scott   | Alero           | Estados Unidos | North Carolina |

## Temporada regular
| División Atlántico   | División Atlántico | División Atlántico | División Atlántico | División Atlántico | División Atlántico | División Atlántico | División Atlántico | División Atlántico |
| Equipo               | G                  | P                  | %                  | PD                 | Casa               | Fuera              | Neutral            | Div                |
| -------------------- | ------------------ | ------------------ | ------------------ | ------------------ | ------------------ | ------------------ | ------------------ | ------------------ |
| y-New York Knicks    | 52                 | 30                 | .634               | –                  | 32–9               | 19–20              | 1–1                | 10–6               |
| x-Philadelphia 76ers | 47                 | 35                 | .573               | 5                  | 24–15              | 21–18              | 2–2                | 10–6               |
| Boston Celtics       | 44                 | 38                 | .537               | 8                  | 25–14              | 18–22              | 1–2                | 8–8                |
| Buffalo Braves       | 22                 | 60                 | .268               | 30                 | 14–23              | 6–30               | 2–7                | 2–10               |

## Estadísticas
| Rk | Jugador         | Edad | P  | PT | MP   | TC   | TCI  | %TC  | TL  | TLI | %TL  | RB   | AS  | FP  | PTS  |
| -- | --------------- | ---- | -- | -- | ---- | ---- | ---- | ---- | --- | --- | ---- | ---- | --- | --- | ---- |
| 1  | John Havlicek   | 30   | 81 |    | 45.4 | 11.0 | 24.5 | .450 | 6.8 | 8.4 | .818 | 9.0  | 7.5 | 2.5 | 28.9 |
| 2  | Dave Cowens     | 22   | 81 |    | 38.0 | 6.8  | 16.1 | .422 | 3.4 | 4.6 | .732 | 15.0 | 2.8 | 4.3 | 17.0 |
| 3  | Jo Jo White     | 24   | 75 |    | 37.2 | 9.2  | 19.9 | .464 | 2.9 | 3.6 | .799 | 5.0  | 4.8 | 3.4 | 21.3 |
| 4  | Don Chaney      | 24   | 81 |    | 28.3 | 4.3  | 9.5  | .454 | 2.9 | 3.9 | .748 | 5.7  | 2.9 | 3.6 | 11.5 |
| 5  | Don Nelson      | 30   | 82 |    | 27.5 | 5.0  | 10.7 | .468 | 3.9 | 5.2 | .744 | 6.9  | 1.9 | 2.8 | 13.9 |
| 6  | Steve Kuberski  | 23   | 82 |    | 22.8 | 3.8  | 9.1  | .420 | 1.6 | 2.2 | .727 | 6.6  | 1.0 | 2.4 | 9.3  |
| 7  | Hank Finkel     | 28   | 80 |    | 15.4 | 2.7  | 6.1  | .438 | 1.2 | 1.6 | .732 | 4.3  | 1.0 | 2.5 | 6.5  |
| 8  | Art Williams    | 31   | 74 |    | 15.4 | 2.0  | 4.5  | .455 | 0.8 | 1.1 | .723 | 2.8  | 3.1 | 2.5 | 4.9  |
| 9  | Rich Johnson    | 24   | 1  |    | 13.0 | 4.0  | 5.0  | .800 | 0.0 | 0.0 |      | 5.0  | 0.0 | 3.0 | 8.0  |
| 10 | Bill Dinwiddie  | 27   | 61 |    | 11.8 | 2.0  | 5.4  | .375 | 0.9 | 1.2 | .730 | 3.4  | 0.6 | 1.5 | 4.9  |
| 11 | Rex Morgan      | 22   | 34 |    | 7.8  | 1.2  | 3.0  | .402 | 1.0 | 1.6 | .648 | 1.8  | 0.6 | 1.7 | 3.4  |
| 12 | Garfield Smith  | 25   | 37 |    | 7.6  | 1.1  | 3.1  | .362 | 0.6 | 1.5 | .393 | 2.6  | 0.2 | 1.4 | 2.9  |
| 13 | Tom Sanders     | 32   | 17 |    | 7.1  | 0.9  | 2.6  | .364 | 0.4 | 0.5 | .875 | 1.0  | 0.6 | 1.5 | 2.3  |
| 14 | Willie Williams | 24   | 16 |    | 3.5  | 0.4  | 2.0  | .188 | 0.2 | 0.3 | .600 | 0.6  | 0.1 | 0.5 | 0.9  |

## Galardones y récords
| Jugador       | Galardón                                                             |
| John Havlicek | Mejor quinteto de la NBA Mejor quinteto defensivo de la NBA All-Star |
| Dave Cowens   | Mejor quinteto de rookies de la NBA Rookie del Año de la NBA         |
| Jo Jo White   | All-Star                                                             |